# Hysterangium bonobo
Hysterangium bonobo — вид грибів родини гістерангієві (Hysterangiaceae). Описаний у 2020 році. Росте у тропічних дощових лісах Демократичної Республіки Конго. Плодові тіла розвиваються під землею. Ними живляться шимпандзе бонобо (звідси походить видова назва гриба). Цей вид відомий у народності нгандо і використовується для приманки у пастка для лову кількох видів дрібних ссавців.